# Stepan Ianovski
Stepan Ianovski (en russe : Степан Дмитриевич Яновски), né en 1815 et mort le 13 juillet 1897 en Suisse, était un médecin de famille de l'écrivain russe Fiodor Dostoïevski. Il a suivi l'état de santé de l'écrivain durant les années 1846 à 1849, quand Dostoïevski avait entre 24 et 28 ans. Il est auteur de mémoires sur Dostoïevski parues dans la revue Le Messager russe, (1885, № 176). Les traits du caractère de Ianovski et certains évènements de sa vie de famille se reflètent dans la personnalité du personnage de Pavel Pavlovitch Troussotzky dans le roman de Dostoïevski L'Éternel Mari.

## Relations avec Dostoïevski
Au printemps 1846, un étudiant du nom de Vladimir Maïkov s'adresse à Ianovski et lui demande d'accepter de donner une consultation à un ami proche âgé de 24 ans qui lui a confié souffrir de vertiges et d'insomnies. La première rencontre du médecin et de l'auteur des romans qui venaient de sortir Les Pauvres Gens et Le Double a lieu à la fin du mois de mai et était, au début, officielle, mais devint rapidement amicale. Ils se rencontrent une fois par semaine mais certains mois davantage (chaque jour) et ce durant trois ans c'est-à-dire jusqu'à l'arrestation de l'écrivain en 1849. Les procédures médicales entreprises par Ianovski visent à éliminer l'apparition régulière de crises d'épilepsie et des vertiges. Le médecin insiste pour que la patient, malgré ses craintes d'avoir des crises, se conduise comme quelqu'un en bonne santé. Grâce à des soins spéciaux et à la prise de décoctions de salsepareille (smilax aspera L), il parvient par ailleurs à débarrasser Dostoïevski de symptômes précurseurs de la tuberculose.
Leurs conversations ne se limitent pas à la seule consultation médicale : ils parlent aussi de musique et de littérature, de la vie de tous les jours ; le médecin est au courant des problèmes familiaux et financiers de son patient. Ianovski est un des premiers à apprendre l'arrestation de Dostoïevski le matin du 23 avril 1849 à son domicile. Le frère de Fiodor, Mikhaïl Dostoïevski apprend lui aussi avec inquiétude cette arrestation effectuée par la troisième section de la Chancellerie Impériale. Dix ans plus tard, en 1859, quand Fiodor Dostoïevski sorti du bagne a obtenu l'autorisation de vivre à Tver, Ianovski se souvient dans ses mémoires qu'il fut le premier des proches de l'écrivain à rendre visite à son ami à Tver.
Selon les historiens, les lettres échangées entre Dostoïevski et son ami médecin ont été conservées, aussi bien celles d'avant le séjour au bagne que celles d'après. Ainsi, au printemps 1868, après la sortie du roman L'Idiot, Ianovski informe Dostoïevski des réactions du public à son dernier roman : « Au club, dans les salons, dans les tramways… partout, tout le monde demande : avez-vous lu le dernier roman de Dostoïevski? ». Dostoïevski de son côté exprime sa gratitude envers son ami et médecin dans une lettre datée de 1872 :
« Vous êtes un de ceux que je n'oublie pas, un de ceux qui m'ont parlé sévèrement dans ma vie… et je vous en suis reconnaissant. Vous m'aimez et vous m'interpelliez  alors que j'étais atteint d'une maladie mentale grave (maintenant j'en suis convaincu), avant mon voyage en Sibérie où j'ai guéri … Toute ma vie je vous serai reconnaissant… »

## Vie de famille

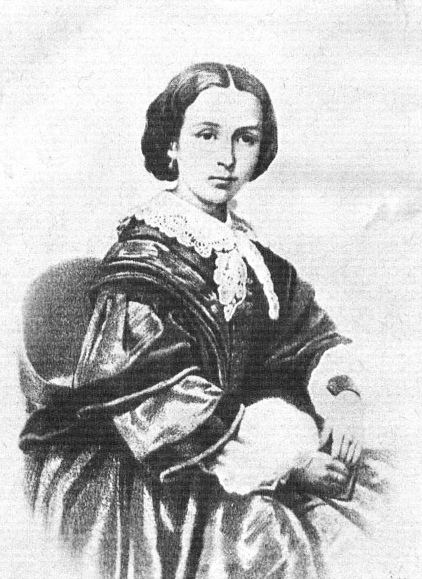
А. Choubert-Ianovskaïa

Dostoïevski avait beaucoup de sympathie pour l'épouse de Ianovski, Alexandra Choubert, et regrettait qu'elle soit confinée, comme actrice, dans des rôles d'ingénue au théâtre. Il lui promet de composer pour elle une comédien en un acte. En 1860, quand Ianovski et Alexandra Choubert commencent à penser à se séparer, Fiodor Dostoïevski est sans le vouloir amené à s'impliquer dans les problèmes conjugaux du couple. Il appuie la décision de l'épouse de s'installer à Moscou et de quitter Saint-Pétersbourg et prend plutôt le parti d'Alexandra face à son mari Stepan : « Il semble tout à fait convaincu que nous entretenons une correspondance permanente, que vous suivez mes conseils… Il me semble aussi qu'il est un peu jaloux et pense peut-être que je suis amoureux de vous ».
Le poète Alexeï Plechtcheïev s'est aussi impliqué dans le conflit entre le médecin et sa femme. Il trouve que c'est le mari qui était à l'origine de la situation complexe du couple : « Je pense que vivre avec un homme comme Ianovski est ennuyeux, c'est entendre toute sa vie le même discours, c'est comme si quelqu'un était condamné toute sa vie à ne manger que de la confiture aux fraises ! »
Le couple se sépare en 1863, mais son histoire se retrouve dans l'œuvre de Dostoïevski L'Éternel Mari (1870). Selon les critiques, certains traits de caractère de Ianovski — la suspicion, la chicanerie, la jalousie — se retrouvent dans l'image du héros du roman, Pavel Pavlovitch Troussotzky — un personnage , « qui ne peut être qu'un mari ». Après la sortie du roman (selon Dostoïevski c'est plutôt une nouvelle) L'Éternel Mari, le poète Apollon Maïkov avoua à l'auteur qu'il avait immédiatement reconnu Ianovski et son personnage dans le héros du roman.

## Souvenirs de Ianovski

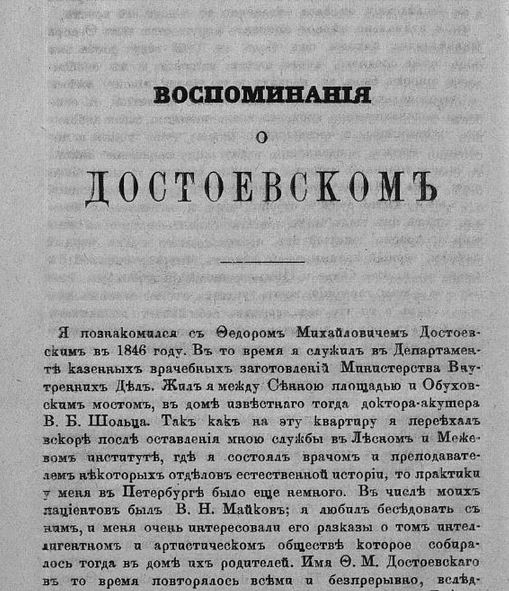
Le Messager russe, 1885, № 176

Après la mort de Dostoïevski, Ianovski publie à deux reprises ses souvenirs de l'écrivain. Au début, ses réflexions sont présentées comme une lettre à Appolon Maïkov qui s'intitule La maladie de Dostoïevski et est publiée dans le journal Novoïé Vrémia (1881, № 1793). Dans ce texte l'auteur explique que son patient a commencé à souffrir d'épilepsie au moins trois ans avant de partir au bagne en Sibérie ; mais il est vrai que son mal à Saint-Pétersbourg se manifestait à un degré léger et a pu être traité à temps par un traitement,.
Quatre ans plus tard, les mémoires plus détaillées paraissent dans la revue Le Messager russe (1885, № 176). Le médecin y parle de l'examen médical et du traitement de Dostoïevski, de la confiance que lui témoignait le patient et ami. Il témoigne aussi de la passion de Dostoïevski pour la littérature, qui pouvait facilement réciter des chapitres entiers des œuvres d'Alexandre Pouchkine ou de Nicolas Gogol, qui appréciait chez Ivan Tourgueniev les Mémoires d'un chasseur, qui connaissait par cœur le Songe d'Oblomov du roman Oblomov d'Ivan Gontcharov. La critique littéraire Lioudmila Saraskina cite dans un ouvrage sur Dostoïevski des fragments des souvenirs de Ianovski et fait observer que le médecin pouvait « légèrement embellir le portrait de son ami, qui représentait un exemple de jeune homme, qui ne courait pas les filles, n'aimait pas boire de vin, ne jouait pas aux cartes ».